# Liste des épisodes de Blue Bloods
Cet article présente la liste des épisodes de la série télévisée américaine Blue Bloods.

## Première saison (2010-2011)
1. Le Clan Reagan (Pilot)
2. Le Bon Samaritain (Samaritan)
3. Le Loup et la Clef (Privilege)
4. Tueur de flics (Officer Down)
5. La Menace (What You See)
6. L'École de tous les dangers (Smack Attack)
7. Mon Frère / L'Ombre d'un frère (Brothers)
8. La Peur du dragon / Du bon et du mauvais (Chinatown)
9. Requiem / Encore et toujours (Re-do)
10. Oiseau de nuit / Les Rois de la nuit (After Hours)
11. De vieilles blessures / Les Fantômes du passé (Little Fish)
12. L'Âme russe / Little Odessa (Family Ties)
13. La Stratégie du désespoir / Menace terroriste (Hall of Mirrors)
14. Mortelle Saint-Valentin (My Funny Valentine)
15. Le Bon Fils (Dedication)
16. Le Bal des débutantes / Jeune et innocente (Age of Innocence)
17. Silver Star (Silver Star)
18. Témoin à charge / La Vérité à tout prix (To Tell the Truth)
19. Le Calice de la mort / Les Vertus de la fidélité (Model Behavior)
20. Tout ce qui brille / Un suspect trop parfait (All That Glitters)
21. Le Coupable idéal / La Maison du malheur (Cellar Boy)
22. Les Templiers de l'ordre / Vendetta (The Blue Templar)

## Deuxième saison (2011-2012)
Le 18 mai 2011, CBS a renouvelé la série pour une deuxième saison diffusée à partir du 23 septembre 2011.
1. Un parfum de scandale (Mercy)
2. Entre deux feux (Friendly Fire)
3. Flic ou Voyou (Critical Condition)
4. Innocence (Innocence)
5. Une nuit en ville (A Night on the Town)
6. Noir et bleu (Black and Blue)
7. Cœurs solitaires (Lonely Hearts Club)
8. Thanksgiving (Thanksgiving)
9. Dangereuse Promenade (Moonlighting)
10. Les Risques du métier (Whistle Blower)
11. L'Uniforme (The Uniform)
12. Où étiez-vous le 11 septembre ? (The Job)
13. Les Voies du Seigneur (Leap of Faith)
14. Ce qu'on fait pour eux (Parenthood)
15. Le Spectre (The Life We Chose)
16. Sur le fil (Women with Guns)
17. Le Ballon et le Bonnet (Reagan V. Reagan)
18. Consensus (No Questions Asked)
19. Jouer le héros (Some Kind of Hero)
20. Justice de femmes (Working Girls)
21. Fight club (Collateral Damage)
22. Secrets et Mensonges (Mother's Day)

## Troisième saison (2012-2013)
Le 14 mars 2012, CBS a renouvelé la série pour une troisième saison diffusée à partir du 28 septembre 2012.
1. Au nom des miens (Family Business)
2. Au-dessus des lois (Domestic Disturbance)
3. La Solution des lâches (Old Wounds)
4. Le Plus Beau Jour de leur vie (Scorched Earth)
5. La Médaille du courage (Risk and Reward)
6. Bad boy Bradley (Greener Grass)
7. Halloween vaudou (Nightmares)
8. La Bonne Éducation (Higher Education)
9. Un justicier dans la ville (Secrets and Lies)
10. Pères et Fils (Fathers and Sons)
11. L'Alternative (Front Page News)
12. Pris au piège (Framed)
13. La Déesse et les Rats (Inside Jobs)
14. Instinct paternel (Men in Black)
15. Terre d'asile (Warriors)
16. Quid pro quo (Quid Pro Quo)
17. Bonnie & Clyde (Protest Too Much)
18. Le Poids des regrets (No Regrets)
19. Crise de foi (Loss of Faith)
20. Tous les coups sont permis (Ends and Means)
21. Le Souffle du diable (Devil's Breath)
22. Le Bout de la ligne (1re partie) (The Bitter End)
23. Le Bout de la ligne (2e partie) (This Way Out)

## Quatrième saison (2013-2014)
Le 27 mars 2013, CBS a renouvelé la série pour une quatrième saison diffusée depuis le 27 septembre 2013.
1. Carte blanche (Unwritten Rules)
2. Les Dessous d'Hollywood (The City That Never Sleeps)
3. Désobéissance (To Protect And Serve)
4. Faux-semblants (The Truth About Lying)
5. Otages (Lost and Found)
6. Amis d'enfance (Growing Boys)
7. Poker menteur (Drawing Dead)
8. Dans les règles (Justice is Served)
9. Le Piège des apparences (Bad Blood)
10. Erreur sur la cible (Mistaken Identity)
11. Les Illusions perdues (Ties That Bind)
12. Le Croquemitaine (The Bogeyman)
13. Une lignée de guerriers (Unfinished Business)
14. La Reine des abeilles (Manhattan Queens)
15. Au bout de l'espoir (Open Secrets)
16. Une douleur trop forte (Insult to Injury)
17. Le Jeu du K.O. (Knockout Game)
18. Affaire non classée (Righting Wrongs)
19. On ne badine pas avec la poésie (Secret Arrangements)
20. Conflits d'intérêts (Custody Battle)
21. Double Vie (Above and Beyond)
22. Le Vrai Visage des héros  (Exiles)

## Cinquième saison (2014-2015)
Le 13 mars 2014, CBS a renouvelé la série pour une cinquième saison diffusée depuis le 26 septembre 2014 sur CBS, aux États-Unis.
1. Partenaires (Partners)
2. Pardonner et oublier (Forgive and Forget)
3. Un pont entre deux rives (Burning Bridges)
4. Épreuve de force (Excessive Force)
5. Esprit de famille (Loose Lips)
6. Le Roi de l'esquive (Most Wanted)
7. Incompatibilité d'humeur (Shoot the Messenger)
8. Le Quatrième Pouvoir (Power of the Press)
9. Le Choix des armes (Under the Gun)
10. Œil pour œil (Sins of the Father)
11. L'Art ou la Guerre (Baggage)
12. Le Grand Chef (Home Sweet Home)
13. Histoires d'amour (Love Stories)
14. Roméo et Juliette (The Poor Door)
15. Quelqu'un de bien (Power Players)
16. En désespoir de cause (In The Box)
17. Le Bénéfice du doute (Occupational Hazards)
18. Face à face (Bad Company)
19. N'oublie jamais d'où tu viens (Through the Looking Glass)
20. Un flic parmi les autres (Payback)
21. Règlements de comptes (New Rules)
22. L'ennemi de mon ennemi (The Art of War)

## Sixième saison (2015-2016)
Le 11 mai 2015, CBS a renouvelé la série pour une sixième saison diffusée depuis le 25 septembre 2015 sur CBS, aux États-Unis.
1. Le Pire Scénario (Worst Case Scenario)
2. Le Mal absolu (Absolute power)
3. Pour quelques dollars de plus (All the news that's fit to click)
4. Comme chiens et chats (With friends like these)
5. Les Évadées (Backstabbers)
6. Quand le torchon brûle (Rush to Judgment)
7. Dans la peau de Steve McQueen (The Bullitt Mustang)
8. Dans la gueule du loup (Unsung Heroes)
9. À la croisée des chemins (Hold Outs)
10. Les Combattants de la paix (Flags of our Fathers)
11. La Bonne Époque (Back in the Day)
12. La Malédiction (Cursed)
13. Le Retour d'Octavio Nuñez (Stomping Grounds)
14. Passage aux aveux (The Road to Hell)
15. Nouveau départ (Fresh Start)
16. Quand le verdict tombe (Help Me Help You)
17. À la lettre (Friends in Need)
18. Tête brûlée (Town Without Pity)
19. L'Appât (Blast from the Past)
20. Obsession (Down the Rabbit Hole)
21. Coups de poker (The Extra Mile)
22. Fidèles au poste (Blowback)

## Septième saison (2016-2017)
Le 25 mars 2016, CBS a renouvelé la série pour une septième saison, diffusée à partir du 23 septembre 2016 sur CBS, aux États-Unis.
1. Légitime défense (The Greater Good)
2. Le Prix à payer (Good Cop Bad Cop)
3. Gangster un jour, gangster toujours (The Price of Justice)
4. Insubordination (Mob Rules)
5. Au nom de la communauté (For the Community)
6. Lanceur d'alerte (Whistleblowers)
7. Nul n'est parfait (Guilt by Association)
8. La Famille d'abord (Personal Business)
9. Aide-toi, le ciel t'aidera (Confessions)
10. La Douleur d'un père (Unbearable Loss)
11. Le Devoir dans le sang (Genetics)
12. Protection rapprochée (Not Fade Away)
13. Immunité diplomatique (In and Out)
14. La Guerre des gangs (The One That Got Away)
15. Conscience ou devoir (Lost Souls)
16. Code d'honneur (Hard Bargain)
17. L'Ombre du doute (Shadow of a Doubt)
18. Un départ difficile (A Deep Blue Goodbye)
19. En souvenir du bon temps (Love Lost)
20. Abus de pouvoir (No Retreat No Surrender)
21. Échange de bons procédés (Foreign Interference)
22. Un sacré butin (The Thin Blue Line)

## Huitième saison (2017-2018)
Le 23 mars 2017, la série est renouvelée pour une huitième saison, diffusée à partir du 29 septembre 2017 sur CBS, aux États-Unis.
1. Tourner la page (Cutting Losses)
2. Les Fantômes du passé (Ghosts of the Past)
3. La Lionne (The Enemy of My Enemy)
4. Les Nerfs à vif (Out of the Blue)
5. Les Oubliés (The Forgotten)
6. Rendez-vous manqués (Brushed Off)
7. Terrain d'entente (Common Ground)
8. Vrais Samaritains (Pick Your Poison)
9. Le Mal à la racine (Pain Killers)
10. Bille en tête (Heavy is the Head)
11. Secondes Chances (Second Chances)
12. Le Brave (The Brave)
13. Réécrire l'histoire (Erasing History)
14. L'École de la rue (School of Hard Knocks)
15. Héritage (Legacy)
16. Double jeu (Tale of Two Cities)
17. Vieux amis (Close Calls)
18. Amitié, amour et loyauté (Friendship, Love and Loyalty)
19. Le Prix de l'uniforme (Risk Management)
20. Le Poids du passé (Your Six)
21. La Pomme et l'arbre (The Devil You Know)
22. Droit au cœur (My Aim is True)

## Neuvième saison (2018-2019)
Le 18 avril 2018, la série est renouvelée pour une neuvième saison, diffusée depuis le 28 septembre 2018 sur CBS, aux États-Unis.
1. Jouer avec le feu (Playing with Fire)
2. Nouvelles fonctions (Meet the New Boss)
3. Manipulation mentale (Mind Games)
4. Black out (Blackout)
5. La famille, c'est sacré (Thicker Than Water)
6. Confiance (Trust)
7. Droit de suite (By Hook or by Crook)
8. Tourner la page (Stirring the Pot)
9. Un bon coup de filet (Handcuffs)
10. La Solitude des chefs (Authority Figures)
11. Agents perturbateurs (Disrupted)
12. Le poids des remords (Milestones)
13. Escrocs, menteurs et charlatans (Ripple Effect)
14. Rivalité fraternelle (My Brother's Keeper)
15. Coup de blues (Blues)
16. Se méfier des apparences (Past Tense)
17. L'amour à deux visages (Two-Faced)
18. Rectifier le tir (Rectify)
19. Ennemis communs (Common Enemies)
20. Jamais dire jamais (Strange Bedfellows)
21. Double jeu (Identity)
22. Bienvenue dans la famille (Something Blue)

## Dixième saison (2019-2020)
Le 12 avril 2019, la série est renouvelée pour une dixième saison, diffusée depuis le 27 septembre 2019.
1. La Chance de notre vie (The Real Deal)
2. Les Vilains petits canards (Naughty or Nice)
3. Au delà des apparences (Behind the Smile)
4. Regards croisés (Another Look)
5. Le Prix à payer (The Price You Pay)
6. Maison de verre (Glass Houses)
7. Cas de conscience (Higher Standards)
8. Bons contacts (Friends in High Places)
9. Graves erreurs (Grave Errors)
10. Discussions et divisions (Bones to Pick)
11. Souhaits contrariés (Careful What You Wish For)
12. Le Poids de la vérité (Where the Truth Lies)
13. À qui la faute (Reckless)
14. Brumes de guerre (The Fog of War)
15. Intérêts personnels (Vested Interests)
16. Les 100 premiers jours (The First 100 Days)
17. Mensonges, orgueil et préjugés (The Puzzle Palace)
18. À la vue de tous (Hide in Plain Sight)
19. Secret de famille (Family Secrets)

## Onzième saison (2020-2021)
Le 6 mai 2020, la série est renouvelée pour une onzième saison de seize épisodes, diffusée depuis le 4 décembre 2020.

En Belgique, cette onzième saison a été diffusée du 13 mai 2022, au 8 juillet 2022 sur RTL-TVI.
1. Vous êtes les suivants (Triumph Over Trauma)
2. Futuro (In the Name of the Father)
3. Association de malfaiteurs (Atonement)
4. David et Goliath (Redemption)
5. Sans regrets (Spilling Secrets)
6. La Nouvelle Norme (The New Normal)
7. Les Chemins de la sagesse (In Too Deep)
8. L'Union fait la force (More Than Meets the Eye)
9. Malaises (For Whom the Bell Tolls)
10. Pour le bien commun (The Common Good)
11. Les Anges gardiens (Guardian Angels)
12. Tout est bien qui finit bien (Happy Endings)
13. Gloire et décadence (Fallen Heroes)
14. Le Langage de l'amour (The New You)
15. Sous couverture (1/2) (The End)
16. Big Bang (2/2) (Justifies the Means)

## Douzième saison (2021-2022)
Le 15 avril 2021, la série est renouvelée pour une douzième saison, diffusée depuis le 1er octobre 2021.

En Belgique, elle a été diffusée du 13 janvier 2023 au 17 mars 2023 sur RTL-TVI.
1. Qui sème la haine (Hate is Hate)
2. Le Jeu de la poule mouillée (Times Like These)
3. Lâcher du lest (Protective Instincts)
4. Juste pour cette fois (True Blue)
5. Du sang sur les mains (Good Intentions)
6. La Mano Sangriento (Be Smart or Be Dead)
7. Le Bon choix (USA Today)
8. L'Équilibre de la terreur (Reality Check)
9. Un coup d'avance (Firewall)
10. D'une pierre deux coups (Old Friends)
11. Le Sosie était presque parfait (On the Arm)
12. La Stratégie Reagan (The Reagan Way)
13. Maigres consolations (Cold Comfort)
14. Peau de vache (Allegiance)
15. Tolérance zéro (Where We Stand)
16. Les Raisins de la colère (Guilt)
17. 50 nuances de gris (Hidden Motive)
18. Dilemmes (Long Lost)
19. Cheval de Troie (Tangled Up in Blue)
20. L'Effet d'une bombe (Silver Linings)

## Treizième saison (2022-2023)
Le 26 avril 2022, la série est renouvelée pour une treizième saison, diffusée depuis le 7 octobre 2022.
1. Garder la foi (Keeping the Faith)
2. Les absents ont toujours tort (First Blush)
3. Dr Dodo (Ghosted)
4. Course contre la montre (Life During Wartime)
5. Bras de fer (Homefront)
6. Monnaie d'échange (On Dangerous Ground)
7. L'Étoffe des héros (Heroes)
8. La Règle d'or (Poetic Justice)
9. Fractures (Nothing Sacred)
10. Impostures (Fake It 'Til You Make It)
11. À nos êtres chers (Lost Ones)
12. Cadeau d'adieu (The Big Leagues)
13. Les Histoires du passé (Past History)
14. Collision (Collision Course)
15. Des hommes coriaces (Close to Home)
16. La vérité toute nue (The Naked Truth)
17. Au-delà des apparences (Smoke & Mirrors)
18. Que la lune de miel commence ! (Family Matters)
19. Jouer avec le feu (Fire Drill)
20. Face à face (Irish Exits)
21. Pardonne-nous nos offences (Forgive Us Our Trespasses)

## Quatorzième saison (2024)
Le 29 mars 2023, la série est renouvelée pour une quatorzième saison, qui sera la dernière. Composée de 18 épisodes, elle est diffusée en deux parties, la première de dix épisodes est diffusée depuis le 16 février 2024, et les huit derniers depuis le 18 octobre 2024.
1. Question de loyauté (Loyalty)
2. C'est qui le chef ? (Dropping Bombs)
3. Adieu Lenny (Fear No Evil)
4. Passé, présent et problèmes (Past is Present)
5. Un flic dans l'âme (Bad Faith)
6. Zones d'ombre (Shadowland)
7. Intelligence naturelle (On the Ropes)
8. Cartes sur table (Wicked Games)
9. Les deux font la paire (Two of a Kind)
10. Un samedi soir en ville (The Heart of a Saturday Night)
11. Life Sentence
12. Without Fear or Favor
13. Bad to Worse
14. New York Minute
15. No Good Deed
16. The Gray Areas
17. Entitlement
18. End of Tour